# スームィ州
- スーミ州[1]

スームィ州
Сумська область

2022年ロシアのウクライナ侵攻におけるロシアによるスームィ州占領∶
占領されていないウクライナの領土
占領から解放されたウクライナの領土

スームィ州（スームィしゅう、ウクライナ語: Сумська область スームスィカ・オーブラスチ）は、ウクライナの北東端に位置する州。北はロシアのブリャンスク州、東はクルスク州、ベルゴロド州と接する。州都はスームィ。ロシア語名はスムイ州。スーミ州とも表記される。
| 母語話者（スームィ州） 2001 | 母語話者（スームィ州） 2001 | 母語話者（スームィ州） 2001 | 母語話者（スームィ州） 2001 | 母語話者（スームィ州） 2001 |
| --------------------------- | --------------------------- | --------------------------- | --------------------------- | --------------------------- |
|                             |                             |                             |                             |                             |
| ウクライナ語                | ウクライナ語                |                             | 84.0%                       | 84.0%                       |
| ロシア語                    | ロシア語                    |                             | 15.6%                       | 15.6%                       |

## 都市
- スームィ
- フルーヒウ

## 出身者
- ヴィクトル・ユシチェンコ 元ウクライナ大統領 (2005-2010年)
- スィジル・コウパク (en) 第一次、第二次両大戦で活躍したウクライナの赤軍パルチザンの指導者
- イヴァーン・コジェドゥーブ ソ連空軍の軍人
- オレグ・グセフ  元ウクライナ代表サッカー選手
- ドミトリー・ボルトニャンスキー 18〜19世紀にかけて活躍したグルコウ (フルーヒウ) 出身の作曲家

## 人口
2001年ウクライナ国勢調査によるデータ。
- 総人口：1,299,700人[2]
- 都市人口：842,900人（65%）；農村人口：456,800人（35%）[3]
- 性別人口：男性は593,800人（46%）；女性は705,900人（54%）[4]

| \| 民族構成[5] \| 民族構成[5] \| 民族構成[5] \| 民族構成[5] \| 民族構成[5] \| \| ------------ \| ------------ \| ----------- \| ------------------- \| ------------------- \| \| \| \| \| \| \| \| ウクライナ人 \| ウクライナ人 \| \| 1,152,000人 (88.8%) \| 1,152,000人 (88.8%) \| \| ロシア人 \| ロシア人 \| \| 121,700人 (9.4%) \| 121,700人 (9.4%) \| \| ポーランド人 \| ポーランド人 \| \| 4,300人 (0.3%) \| 4,300人 (0.3%) \| |              |  |                     |                     |
| 民族構成 |              |  |                     |                     |
| |              |  |                     |                     |
| ウクライナ人 | ウクライナ人 |  | 1,152,000人 (88.8%) | 1,152,000人 (88.8%) |
| ロシア人 | ロシア人     |  | 121,700人 (9.4%)    | 121,700人 (9.4%)    |
| ポーランド人 | ポーランド人 |  | 4,300人 (0.3%)      | 4,300人 (0.3%)      |

## 関連企業
- スヴェーマ